# 天谷一夫
天谷 一夫（あまや かずお、1961年7月2日 - ）は、日本のギタリスト。福井県越前市出身。ヘヴィメタルバンドGENOCIDE nipponのギターを担当している。

## 来歴
- 1979年、福井のヘヴィメタル・バンド元「SHOCK」に在籍していたボーカルの竹内稔浩と、自らの音楽性を追求するために新バンド、GENOCIDEを結成。
- 1990年、GENOCIDEを脱退し痛郎に加入。
- 1991年、痛郎脱退（痛郎解散）。
- 1994年、痛郎に復帰。痛郎の復活ライブを行うが、その後活動は沈静化する。
- 2000年、GENOCIDEに復帰。
- 2002年、GENOCIDE脱退。痛郎復活の話があったが様々な事情で白紙に。
- 2007年、GENOCIDEに復帰。